# Glücksburg (Ostsee)
Glücksburg é uma cidade da Alemanha localizada no distrito de Schleswig-Flensburg, estado de Schleswig-Holstein.